# Ungludas
Ungludas (1899-ig Huszák, szlovákul: Husák) község Szlovákiában, a Kassai kerület Szobránci járásában.

## Fekvése
Szobránctól 15 km-re délkeletre, az ukrán határ mellett, Ungvártól északra fekszik.

## Története
A települést 1500 körül, soltész általi betelepítéssel alapították a vlach jog alapján. 1548-ban említik először. A Drugeth család birtoka volt. 1599-ben 32 jobbágyház állt a településen. Később a lakosság száma visszaesett. 1715-ben 10, 1720-ban 9 háztartása volt.
A 18. század végén, 1799-ben Vályi András így ír róla: „HUSZAK. Orosz falu Ungvár Várm. földes Urai több Urak, lakosai külömbfélék, fekszik az Ungvári Uradalomban, felső Domonyának, filiája, határja középszerű, mint vagyonnyai.”
1828-ban 34 házában 385 lakos élt, akik főként mezőgazdasággal, szőlőtermesztéssel foglalkoztak.
Fényes Elek 1851-ben kiadott geográfiai szótárában így ír a faluról: „Huszák, tót-orosz falu, Ungh vmegyében, ut. p. Unghvárhoz 1 1/4 mfldnyire: 124 római, 110 g. kath., 6 zsidó lak. Vasbányák. F. u. a kamara.”
A trianoni diktátumig Ung vármegye Ungvári járásához tartozott, majd az újonnan létrehozott csehszlovák államhoz csatolták. 1938 és 1945 között ismét Magyarország része.

## Népessége
| Év:            | 1994. | 2004.    | 2014.   | 2024.   |
| -------------- | ----- | -------- | ------- | ------- |
| Emberek száma: | 190   | 170      | 162     | 166     |
| Eltérés:       |       | -10,52 % | -4,70 % | +2,46 % |

| Év:            | 2023. | 2024.   |
| -------------- | ----- | ------- |
| Emberek száma: | 172   | 166     |
| Eltérés:       |       | -3,48 % |

1910-ben 400, túlnyomórészt szlovák anyanyelvű lakosa volt.
2001-ben 164 lakosa volt.
2011-ben 165 lakosából 161 szlovák volt.